# Never Say Die (singolo Black Sabbath)
Never Say Die è un singolo dei Black Sabbath, title track del loro omonimo album del 1978 e primo singolo estratto da esso.

## Il brano
Si tratta dell'ultimo singolo scritto e pubblicato dai Black Sabbath insieme al cantante Ozzy Osbourne, che lasciò il gruppo poco tempo dopo l'uscita del disco per intraprendere una carriera solista di successo. Osbourne aveva già abbandonato la band prima della pubblicazione di Never Say Die!, salvo poi rientrare nel gruppo per partecipare alla registrazione dell'album.
La band scelse collettivamente il titolo della canzone come espressione che simbolizzasse bene i precedenti dieci anni di carriera del gruppo. In italiano Never Say Die può significare qualcosa del tipo "non mollare mai". Affermazione che in retrospettiva può sembrare ironica, perché Osbourne uscì definitivamente dal gruppo appena dopo la pubblicazione dell'album in questione.
I Sabbath eseguirono la canzone in playback a Top of the Pops per promuovere l'uscita del singolo che, pubblicato nel settembre 1978, si classificò alla posizione numero 21 della classifica dei singoli in Gran Bretagna.

## Tracce singolo
UK Vertigo SAB001
1. Never Say Die - 3:49
2. She's Gone - 4:58

Japan Vertigo SFL-2313
1. Never Say Die - 3:49
2. She's Gone - 4:58

Germany Vertigo 6079 103
1. Never Say Die - 3:49
2. She's Gone - 4:58

## Cover
- Il brano è stato reinterpretato dai Megadeth per l'album tributo ai Black Sabbath Nativity in Black II.
- Gli Overkill reinterpretarono la canzone sul loro album di cover intitolato Coverkill.
- Ozzy Osbourne eseguì Never Say Die nel suo album live Speak of the Devil del 1982.

## Curiosità
La canzone è stata inserita nel video game del 2009 Brütal Legend.